# Lionel Plumenail
Lionel Plumenail (Bordeaux, 22 gennaio 1967) è un ex schermidore francese, specializzato nel fioretto. Ha vinto una medaglia d'oro ed una d'argento nella scherma ai Giochi olimpici.